# Maria Apollonio
Maria Apollonio, född 13 juni 1919 i Trieste, regionen Friuli-Venezia Giulia, död 1990 var en italiensk friidrottare med löpgrenar som huvudgren. Apollonio var en pionjär inom damidrott och blev bronsmedaljör vid EM i friidrott 1938 (det första EM i friidrott, där damtävlingar var tillåtna även om herrtävlingen hölls separat i Paris).

## Biografi
Maria Apollonio föddes 1919 i Trieste i nordöstra Italien. Efter att hon börjat med friidrott tävlade hon i kortdistanslöpning och stafettlöpning. Hon gick senare med i idrottsföreningen "Società Ginnastica Triestina" i hemstaden, som hon tävlade för under hela sin aktiva tid.
1938 deltog hon vid EM i friidrott 17 september–18 september på Praterstadion i Wien. Under tävlingarna tog hon bronsmedalj i stafettlöpning 4 x 100 meter med 49,4 sekunder (med Maria Alfero, Maria Apollonio som andre löpare, Rosetta Cattaneo och Italia Lucchini).